# أندرو هيغينز
أندرو هيغينز (بالإنجليزية: Andrew Higgins)‏ هو شخصية أعمال ومهندس أمريكي، ولد في 28 أغسطس 1886 في كولمبوس في الولايات المتحدة، وتوفي في 1 أغسطس 1952 في نيو أورلينز في الولايات المتحدة.

## وصلات خارجية
- أندرو هيغينز على موقع الموسوعة البريطانية (الإنجليزية)